# Phycitinae
Phycitinae — підродина лускокрилих із родини вогнівкових (Pyralidae). Попри те, що всі підродини Pyralidae досить різноманітні, Phycitinae виділяються навіть за стандартами своєї сім’ї: з більш ніж 600 родами, які вважаються дійсними, і понад 4000 видами.
Phycitinae зустрічаються на всій території Землі, за винятком абсолютно непривітних територій; однак більшість видів має тропічне поширення. Phycitinae були знайдені навіть на дуже віддалених океанічних островах, і деякі види були навмисно чи ненавмисно поширені людьми за межі їхнього рідного ареалу.

## Опис
Загалом Phycitinae — це невеликі та тонкі метелики, що нагадують за зовнішнім виглядом молі родини Tineidae, хоча вони мають добре розвинений хоботок, типовий для совок, а в багатьох випадках також характерну «морду», що складається з подовжених і прямих губних пальп. Зазвичай вони малопомітні; у той час як у деяких передні крила мають досить помітні візерунки, навіть вони зазвичай мають досить непоказні сірувато-коричневі кольори. Проте деякі види Phycitinae, такі як Oncocera semirubella, мають надзвичайно яскраве забарвлення за стандартами молі, тоді як представники роду Myelois нагадують представників неспорідненої родини Yponomeutidae і мають яскраво-білі передні крила з дрібними чорними плямами.
Попри їхню різноманітність, група вважається загалом монофілетичною, оскільки традиційно обмежена. Через величезну кількість таксонів, які тут містяться, це не було ретельно перевірено, і деякі маловідомі роди, традиційно включені до Phycitinae, звичайно, можуть бути просто конвергентними і насправді не належать сюди. 

## Субтаксони
Роди incertae sedis
- Abachausia
- Afromylea
- Amyelois
- Anabasis
- Aspithroides
- Australephestiodes Neunzig, 1988
- Baphala Heinrich, 1956
- Cabotella
- Cantheleamima
- Caristanius
- Caviana
- Cavihemiptilocera
- Ceuthelea
- Chorrera
- Citripestis
- Coenochroa
- Coleothrix
- Davara
- Didia
- Difundella
- Elasmopalpus C. É. Blanchard, 1852
- Ephestiodes Ragonot, 1887
- Etielloides Shibuya, 1928
- Eulogia
- Furcata Du, Sung & Wu, 2005
- Genophantis
- Gunungia Roesler & Küppers, 1979
- Heras Heinrich, 1956
- Irakia Amsel, 1955
- Monoptilota
- Morosaphycita Horak, 1997
- Nephopterygia Amsel, 1965
- Nevacolima Neunzig, 1994
- Oxybia Rebel, 1901
- Pararotruda Roesler, 1965
- Prorophora Ragonot, 1887
- Pseudanabasis Du, Sung & Wu, 2009
- Rhodophaea Guenée, 1845
- Rhynchephestia
- Rumatha Heinrich, 1939
- Salebriaria Heinrich, 1956
- Salinaria Rebel in Staudinger & Rebel, 1901
- Sematoneura Ragonot, 1888
- Thiallela Walker, 1863
- Tlascala Hulst, 1890
- Tsaraphycis Viette, 1970
- Tumoriala Neunzig & Solis, 2005
- Ufa Walker, 1863
- Unadilla Hulst, 1890
- Zamagiria

триба Anerastiini
триба Cabniini
триба Cryptoblabini
триба Phycitini